# Aéroport international de Hong Kong
Pour les articles homonymes, voir Aéroport de Hong Kong.
L'aéroport international de Hong Kong (code IATA : HKG • code OACI : VHHH) ou aéroport international de Chek Lap Kok, est l'aéroport de la région administrative spéciale (RAS) de Hong Kong. Il est situé sur une île artificielle accolée à l'île de Lantau, à une trentaine de kilomètres à l'ouest du centre-ville.
Inauguré le 6 juillet 1998, en remplacement de l'ancien aéroport international Kai Tak (code IATA : HKG • code OACI : VHHX) qui était, lui, situé en plein centre-ville, l'actuel aéroport est devenu un important centre mondial de transport de marchandises, une plate-forme de correspondance pour les passagers et une porte pour des destinations en Chine continentale, dans l'Est et le Sud-Est de l'Asie. En dépit de sa relativement courte existence, l'aéroport a déjà gagné de nombreuses récompenses en particulier celle de Meilleur aéroport .
L'aéroport est ouvert  « 24 h sur 24, 7 jours sur 7 », et est capable de gérer  trois millions de tonnes de fret par an. Treizième aéroport du monde en 2019 avec 71 541 000 passagers, c'est la première plate-forme pour les compagnies Cathay Pacific et Dragonair, mais aussi pour des compagnies plus petites comme Hong Kong Express ou Hong Kong Airlines. Il abrite également les appareils du Hong Kong Government Flying Service.

## Construction

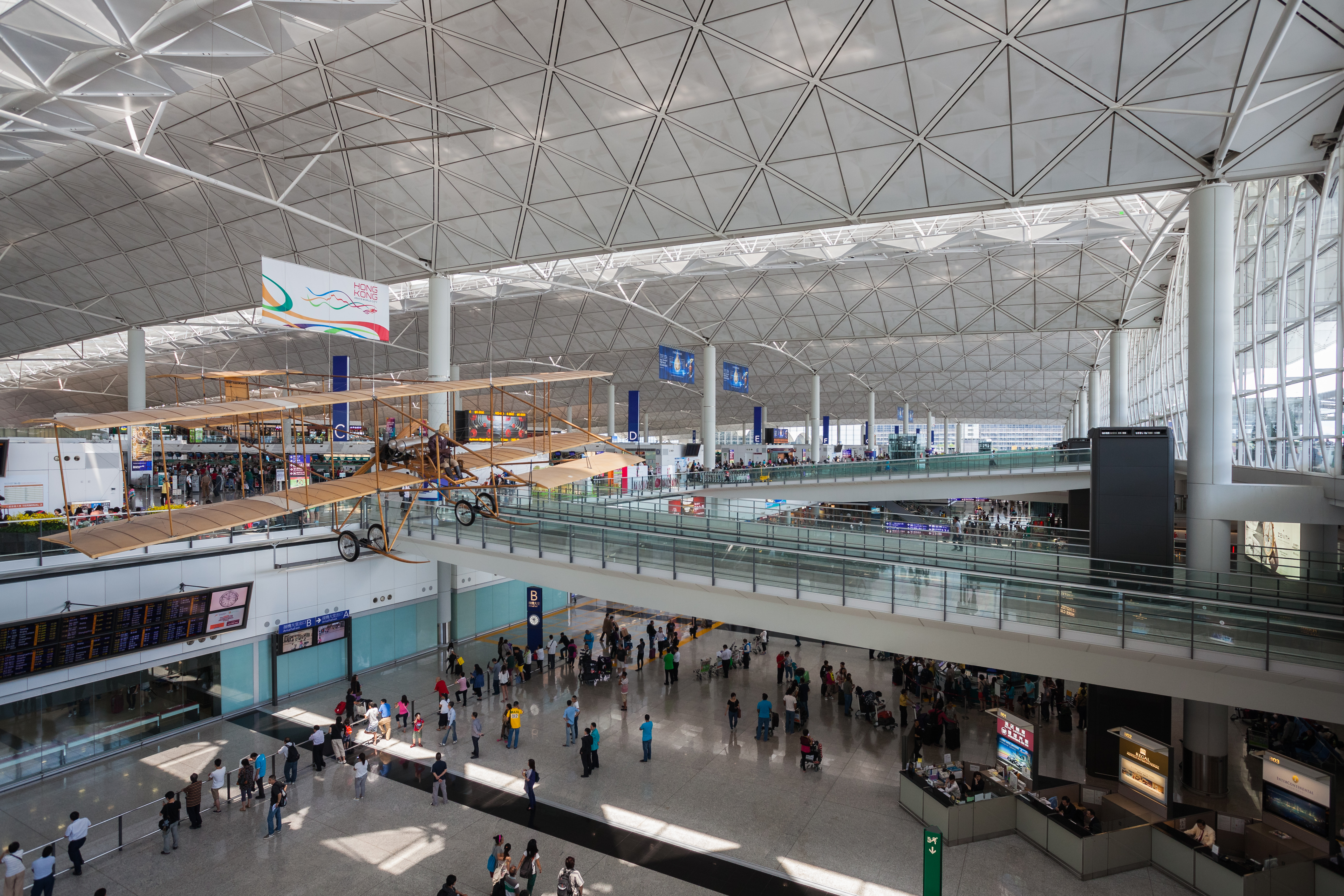
Une réplique du « Spirit of Sha Tin » exposé à l'aéroport international de Hong Kong.

L'aéroport a été érigé sur une grande île artificielle, construite à partir des îles montagneuses de Chep Lap Kok et Lam Chau qui furent rasées et réunies entre elles en partie par leurs propres remblais. Il est connecté à la côte nord de l'île de Lantau près du village historique de Tung Chung, se trouvant aujourd'hui dans une ville nouvelle. Il a remplacé l'ancien aéroport international Kai Tak, qui ne possédait qu'une seule piste enclavée entre les bâtiments de la ville et Victoria Harbour.
La construction du nouvel aéroport faisait partie d'un plus vaste programme, le « Airport Core Programme », qui prévoyait aussi la construction d'une nouvelle route et d'une voie ferrée reliant l'agglomération à l'aéroport et comprenant de nombreux ponts et tunnels. Ce projet fut le projet le plus cher pour un aéroport, inscrit au « Guinness World Records ». Cette construction fut élue comme la première du « Top 10 Construction Achievements » du XXe siècle lors de la conférence du ConExpo en 1999.

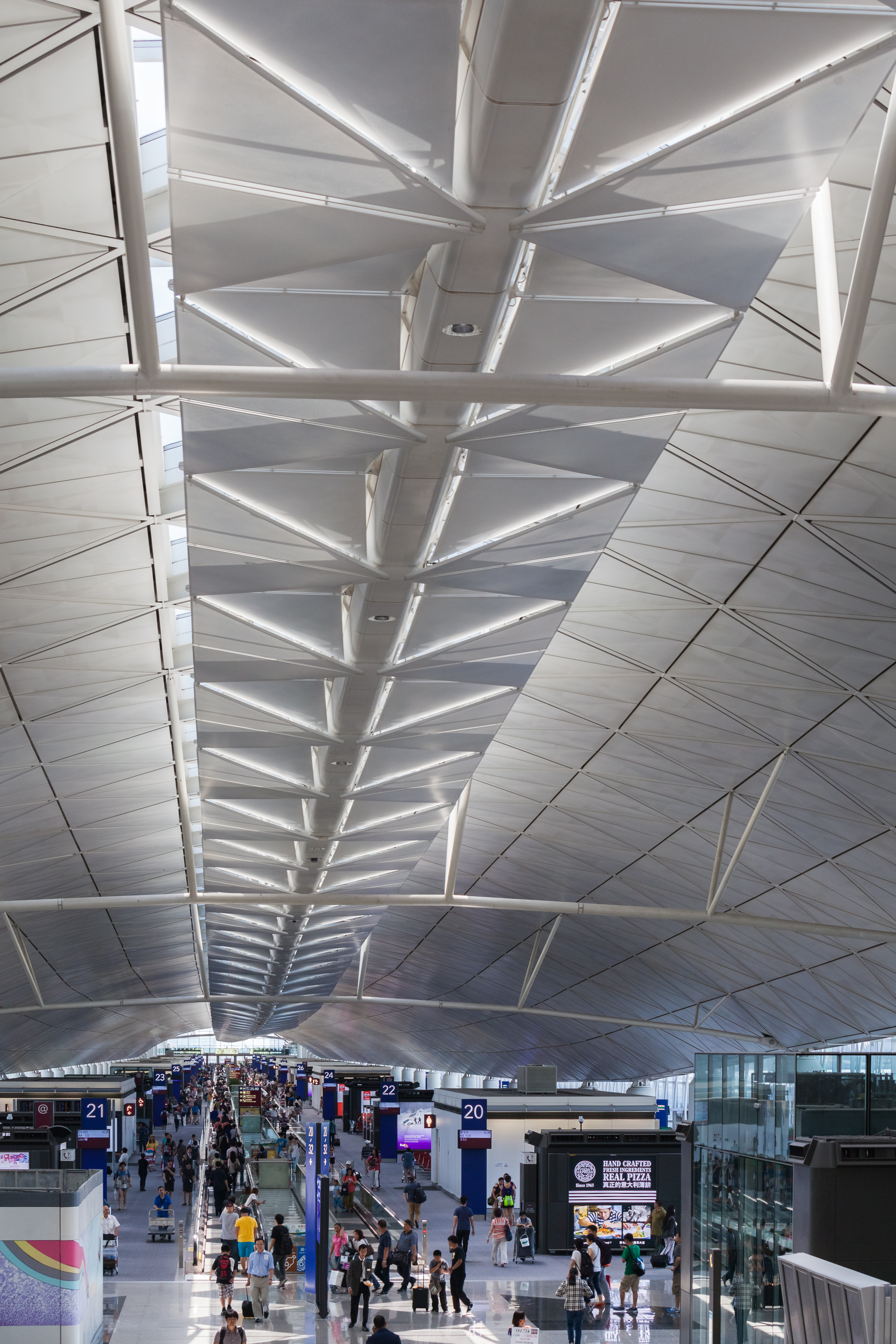
Salle d'embarquement de l'aéroport international de Hong Kong.

Le relief accidenté de la région nécessita la construction de l'île artificielle. Celle-ci était notamment constituée par le terrassement (aplanissement) des deux îlots montagneux de Chek Lap Kok et Lam Chau, de leur réunification à l'aide des gravats issus de la destruction des reliefs, du dragage des fonds marins pour stabiliser l'île artificielle ainsi créée (aspiration des boues instables sur 12 mètres d'épaisseur pour avoir la roche nue comme socle). Deux autres îlots proches, The Brothers furent aussi arasés.
Ouvert le 6 juillet 1998, après 6 ans de construction, l'ouvrage a coûté près de 20 milliards de dollars US. Les architectes étaient Foster and Partners. Entre 3 et 5 mois après son ouverture, il connut divers graves problèmes techniques, mécaniques mais aussi de gestion. À un moment, le gouvernement décida même de rouvrir le terminal pour les cargos de l'ancien aéroport international Kai Tak pour supporter le trafic de fret à cause d'un problème du terminal fret du nouvel aéroport, appelé Super terminal One (ST1). Les choses revinrent à la normale après 6 mois et l'aéroport commença alors à fonctionner normalement.
Une extension (troisième piste) est décidée le 20 mars 2012, par le gouvernement de Hong Kong. Le chantier coûte 142 milliards de dollars de Hong Kong, soit 18 milliards de dollars américains et est émaillé de plusieurs scandales, notamment de corruption. L'ensemble des nouvelles infrastructures liées au fonctionnement à trois pistes est finalement achevé en 2024 et inauguré le 29 novembre 2024. 

## Exploitation

Plan de l'aéroport

L'aéroport est géré par l'« Airport Authority », contrôlé par le gouvernement de la région administrative spéciale de Hong Kong. Le département de l'aviation civile est responsable du contrôle du trafic aérien, des certifications pour les avions enregistrés à Hong Kong, de la surveillance des compagnies aériennes sur leur respect de l'« Air Services Agreements », et de la régulation des activités générales d'aviation civile.
En 2021, l'aéroport possède deux pistes parallèles, chacune d'une longueur de 3 800 mètres et d'une largeur de 60 mètres. La piste sud appartient à la « Category II Precision Approach », alors que la piste nord appartient à la catégorie supérieure (« Category IIIA »), ce qui permet aux pilotes de se poser avec seulement 200 mètres de visibilité. Les deux pistes peuvent accueillir un maximum de 60 mouvements d'avions par heure (atterrissage ou décollage). Il y a actuellement 48 postes frontaux d'accueil d'avions, 27 postes amovibles et 21 postes pour les avions cargo. Cinq parkings dans le « Northwest Concourse » sont déjà capables de supporter l'arrivée de la prochaine génération de gros-porteurs.
La troisième piste de 3 800 mètres voit son premier atterrissage commercial le 8 juillet 2022. 
L'aéroport est le troisième aéroport en nombre de passagers sur le continent asiatique, et le deuxième au niveau mondial pour le fret en 2003. Pour ce qui est du trafic international, l'aéroport est le troisième mondial pour les passagers transportés et le premier pour le fret depuis sa création en 1998. Il accueille 69 compagnies internationales, qui effectuent environ 4 300 vols réguliers (passagers et fret confondus) chaque semaine entre Hong Kong et 130 destinations dans le monde. Environ 76 % de ces vols sont opérés avec des avions de grande taille. Il y a aussi une moyenne de 31 vols non réguliers par semaine.

### Prix et récompenses

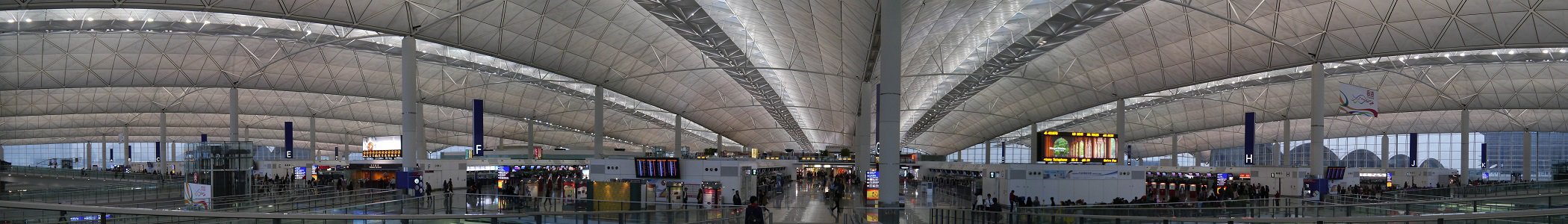
Terminal 1 de l'aéroport international de Hong Kong.

L'aéroport est réputé pour sa qualité chez les voyagistes et les passagers. Avec les aéroports de Singapour Changi et de Seoul Incheon il est l'un des trois aéroports mondiaux à avoir porté les 5 étoiles du classement effectué par Skytrax.
Il a été élu comme le meilleur aéroport mondial pendant 5 années consécutives, de 2001 à 2005, par des sondages annuels effectués par Skytrax auprès de plusieurs millions de passagers dans le monde. Depuis, il a obtenu le prix à plusieurs reprises, en 2007, 2008 et 2011. 
En 2006, l'aéroport de Hong Kong arrive en seconde position derrière Changi, à Singapour, et à nouveau en 2009, cette fois-ci derrière Seoul-Incheon.
Désigné comme meilleur aéroport du monde en 2007 par une enquête de Skytrax auprès de voyageurs internationaux, il se place au troisième rang pour le trafic passagers d'Asie en 2007 et au second rang pour les transports de marchandises.

### Statistiques
Pour des raisons techniques, il est temporairement impossible d'afficher le graphique qui aurait dû être présenté ici.

Voir la requête brute et les sources sur Wikidata.

#### Zoom sur l'impact du covid de 2019-2020
Pour des raisons techniques, il est temporairement impossible d'afficher le graphique qui aurait dû être présenté ici.

Voir la requête brute et les sources sur Wikidata.

## Transports
L'aéroport est accessible avec la station Airport du métro de Hong Kong sur la ligne Airport Express.
Le pont Hong Kong-Zhuhai-Macao arrive à Hong Kong près de l'île de l'aéroport. Des bus de transit via le pont ont été mis en place.
L'aéroport est aussi accessible via Skypier, un terminal ferry spécifique pour Macao, et quelques villes de Chine continentale du delta de la Rivière des Perles  (Zhuhai, Guangzhou, Shenzhen,...). Les voyageurs concernés sont considérés en transit et donc n'être pas entrés à Hong Kong.

## Compagnies aériennes et destinations

### Passagers
| Compagnies                    | Destinations |
| ----------------------------- | --- |
| Aeroflot                      | Moscou Chérémétiévo |
| AirAsia                       | Kota Kinabalu, Kuala Lumpur |
| AirAsia X                     | Kuala Lumpur |
| Air Astana                    | Almaty |
| Air Busan                     | Pusan-Gimhae |
| Air Canada                    | Toronto (Pearson), Vancouver |
| Air China                     | Pékin-Capitale, Chengdu-Shuangliu, Chongqing-Jiangbei, Dalian-Zhoushuizi, Tianjin Binhai, Yinchuan Hedong |
| Air France                    | Paris-Charles de Gaulle |
| Air India                     | Delhi-Indira Gandhi |
| Air Mauritius                 | Maurice-Sir Seewoosagur Ramgoolam |
| Air New Zealand               | Auckland |
| Air Niugini                   | Port Moresby-Jacksons |
| Air Seoul                     | Séoul-Incheon |
| All Nippon Airways            | Osaka-Kansai, Tokyo-Haneda, Tokyo-Narita |
| American Airlines             | Dallas-Fort Worth |
| Asiana Airlines               | Séoul-Incheon |
| Bangkok Airways               | Ko Samui |
| Biman Bangladesh Airlines     | Dacca-Shah Jalal |
| British Airways               | Londres-Heathrow |
| Cambodia Airways              | Phnom Penh |
| Cathay Pacific                | - Adélaïde, - Amsterdam, - Auckland, - Manama-Bahreïn, - Bangkok-Suvarnabhumi, - Barcelone-El Prat, - Pékin-Capitale, - Boston Logan, - Brisbane, - Mactan-Cebu, - Chengdu-Shuangliu, - Madras (Chennai), - Chicago-O'Hare, - Colombo-Bandaranaike, - Delhi-Indira Gandhi, - Denpasar-Bali, - Dubaï, - Francfort, - Fukuoka, - Fuzhou-Chánglè, - Hangzhou-Xiaoshan, - Hanoï-Nội Bài, - Hô Chi Minh Ville (Tân Sơn Nhất), - Hyderabad-R. Gandhi, - Djakarta-S.-Hatta, - Johannesbourg OR Tambo, - Kaohsiung, - Katmandou-Tribhuvan, - Kuala Lumpur, - Londres-Heathrow, - Los Angeles, - Madrid-Barajas, - Manchester, - Manille-N. Aquino, - Melbourne-Tullamarine, - Milan-Malpensa, - Bombay-Chhatrapati-Shivaji, - Nagoya-Chūbu, - New York-John F. Kennedy, - Osaka-Kansai, - Paris-Charles de Gaulle, - Perth, - Phnom Penh, - Phuket, - Rome Léonard-de-Vinci/Fiumicino, - San Francisco, - Shin-Chitose, - Séoul-Incheon, - Shanghai-Pudong, - Singapour-Changi, - Surabaya-Juanda, - Sydney-K. Smith, - Taïwan-Taoyuan, - Tel Aviv - Ben Gourion, - Tokyo-Haneda, - Tokyo-Narita, - Toronto (Pearson), - Vancouver, - Xiamen-Gaoqi, - Zurich En saison : Christchurch |
| Cebu Pacific                  | Mactan-Cebu, Clark, Iloilo, Manille-N. Aquino, Puerto Princesa |
| China Airlines                | Kaohsiung, Tainan, Taïwan-Taoyuan |
| China Eastern Airlines        | Hangzhou-Xiaoshan, Hohhot, Kunming-Changshui, Nankin, Shanghai-Hongqiao, Shanghai-Pudong, Taiyuan-Wusu, Wuxi/Suzhou, Xi'an-Xianyang En saison : Hefei" |
| China Southern Airlines       | Pékin-Daxing, Meixian (en), Wuhan, Yiwu En saison : Shenyang |
| Eastar Jet                    | Jeju, Séoul-Incheon |
| EgyptAir                      | Bangkok-Suvarnabhumi, Le Caire |
| El Al                         | Tel Aviv - Ben Gourion |
| Emirates                      | Bangkok-Suvarnabhumi, Dubaï |
| Ethiopian Airlines            | Addis-Abeba Bole, Bangkok-Suvarnabhumi, Manille-N. Aquino |
| Etihad Airways                | Abou Dabi |
| EVA Air                       | Taïwan-Taoyuan |
| Eznis Airways                 | Oulan Bator-Buyant Ukhaa |
| Fiji Airways                  | Nadi |
| Finnair                       | Helsinki-Vantaa |
| Garuda Indonesia              | Denpasar-Bali, Djakarta-S.-Hatta |
| HK Express                    | Bangkok-Suvarnabhumi, Pusan-Gimhae, Chiang Mai, Đà Nẵng, Fukuoka, Hiroshima, Ishigaki-Painushima, Jeju, Kagoshima, Kumamoto, Nagasaki, Nagoya-Chūbu, Okinawa-Naha, Cam Ranh, Ningbo, Osaka-Kansai, Phuket, Saipan, Séoul-Incheon, Shimojishima, Siem Reap-Angkor, Taichung, Takamatsu, Tokyo-Haneda, Tokyo-Narita |
| Hong Kong Airlines            | Bangkok-Suvarnabhumi, Pékin-Capitale, Chengdu-Shuangliu, Chongqing-Jiangbei, Denpasar-Bali, Guiyang, Haikou, Hangzhou-Xiaoshan, Hanoï-Nội Bài, Hô Chi Minh Ville (Tân Sơn Nhất), Kagoshima, Malé Velana, Manille-N. Aquino, Okinawa-Naha, Nanchang-Changbei, Nankin, Okayama, Osaka-Kansai, Sanya-Phénix, Shin-Chitose, Séoul-Incheon, Shanghai-Hongqiao, Shanghai-Pudong, Taïwan-Taoyuan, Tokyo-Narita, Miho-Yonago |
| IndiGo                        | Bangalore-Kempegowda |
| Japan Airlines                | Tokyo-Haneda, Tokyo-Narita |
| Jeju Air                      | Jeju, Séoul-Incheon |
| Jetstar Japan                 | Tokyo-Narita |
| Jin Air                       | Séoul-Incheon |
| KLM                           | Amsterdam |
| Korean Air                    | Séoul-Incheon |
| Lanmei Airlines               | Phnom Penh, Sihanoukville |
| Lion Air                      | Charter : Denpasar-Bali |
| Lufthansa                     | Francfort, Munich-F. J. Strauß |
| Malaysia Airlines             | Kuala Lumpur |
| Malindo Air                   | Kuala Lumpur |
| Mandarin Airlines             | Kaohsiung, Taichung |
| MIAT Mongolian Airlines       | Oulan Bator-Buyant Ukhaa |
| Myanmar National Airlines     | Rangoun (Yangon) |
| Nepal Airlines                | Katmandou-Tribhuvan |
| Pacific Airlines              | Hanoï-Nội Bài, Hô Chi Minh Ville (Tân Sơn Nhất) |
| Peach                         | Osaka-Kansai |
| Philippine Airlines           | Clark, Manille-N. Aquino |
| Philippines AirAsia           | Manille-N. Aquino |
| Qantas                        | Brisbane, Melbourne-Tullamarine, Sydney-K. Smith |
| Qatar Airways                 | Doha-Hamad |
| Royal Brunei Airlines         | Bandar Seri Begawan |
| Royal Jordanian               | Amman-Reine-Alia, Bangkok-Suvarnabhumi |
| S7 Airlines                   | Novossibirsk-Tolmatchevo, Vladivostok |
| Scoot                         | Singapour-Changi |
| Shandong Airlines             | Jinan, Yantai |
| Shanghai Airlines             | Shanghai-Hongqiao, Shanghai-Pudong, Zhanjiang-Wuchuan |
| Shenzhen Airlines             | Quanzhou Jinjiang, Wuxi/Suzhou |
| Sichuan Airlines              | Chengdu-Shuangliu |
| Singapore Airlines            | San Francisco, Singapour-Changi |
| SpiceJet                      | Delhi-Indira Gandhi, Bombay-Chhatrapati-Shivaji |
| Spring Airlines               | Shanghai-Pudong |
| Swiss International Air Lines | Zurich |
| Thai AirAsia                  | Bangkok-Don Muang, Chiang Mai, Phuket |
| Thai Airways                  | Bangkok-Suvarnabhumi |
| Thai Smile                    | Bangkok-Suvarnabhumi, Phuket |
| Turkish Airlines              | Istanbul |
| United Airlines               | Chicago-O'Hare, Newark-Liberty , San Francisco |
| Vietjet Air                   | Hô Chi Minh Ville (Tân Sơn Nhất), Phú Quốc |
| Vietnam Airlines              | Hanoï-Nội Bài, Hô Chi Minh Ville (Tân Sơn Nhất) |
| Virgin Atlantic               | Londres-Heathrow |
| XiamenAir                     | Fuzhou-Chánglè, Xiamen-Gaoqi |

Édité le 23/05/2020  Actualisé le 30/06/2021

### Cargo
| Compagnies                                | Destinations |
| ----------------------------------------- | --- |
| AeroLogic                                 | Achgabat, Francfort, Milan Malpensa |
| Air France Cargo                          | Bahreïn, Dammam, Dubai, Jeddah, Koweït, Paris-Charles de Gaulle |
| Air Hong Kong                             | Bangkok-Suvarnabhumi, Hô-Chi-Minh-Ville, Manille, Nagoya-Chūbu, Osaka-Kansai, Pékin, Penang, Seoul-Incheon, Shanghai-Pudong, Singapour, Taipei-Taoyuan, Tokyo-Narita |
| AirBridgeCargo Airlines                   | Almaty, Amsterdam, Clark, Francfort, Iekaterinbourg, Krasnoïarsk, Moscou-Domodedovo, Moscou-Cheremetievo, Moscou-Vnoukovo, Singapour, Saint-Petersbourg |
| ANA Cargo                                 | Nagoya-Chūbu, Naha, Osaka-Kansai, Tokyo-Narita |
| Asiana Cargo                              | Seoul-Incheon |
| Cargolux                                  | Abou Dabi, Almaty, Amman-Reine Alia, Bakou, Barcelone, Beyrouth, Budapest, Chicago-O'Hare, Dammam, Doha, Dubaï, Helsinki, Hô-Chi-Minh-Ville, Karaganda, Komatsu, Londres-Stansted, Los Angeles, Luxembourg, New York-JFK, Nuremberg, Rickenbacker, Riyadh, Singapour, Taipei-Taoyuan, Upington, Vienne                                                                                     |
| Cargolux Italia                           | Almaty, Dubaï, Milan Malpensa, Osaka-Kansai |
| Cathay Pacific Cargo                      | Anchorage, Bangalore, Bangkok-Suvarnabhumi, Bombay, Calgary, Chengdu, Chennai, Chongqing, Delhi, Dacca, Dubaï-Al Maktoum, Guadalajara, Hanoï, Hô-Chi-Minh-Ville, Jakarta-Soekarno-Hatta, Manchester, Melbourne, Mexico, Milan Malpensa, Osaka-Kansai, Pékin, Penang, Rickenbacker, Seoul-Incheon, Shanghai-Pudong, Singapour, Sydney, Taipei-Taoyuan, Tokyo-Narita, Xiamen, Zhengzhou      |
| China Airlines Cargo                      | Manille, Taipei-Taoyuan |
| China Cargo Airlines                      | Qingdao, Shanghai-Pudong |
| DHL Aviation operated by AeroLogic        | Leipzig-Halle |
| DHL Aviation operated by Atlas Air        | Abou Dabi, Adana, Anchorage, Ault Field, Austin, Bagram, Bakou, Charjah, Chicago-O'Hare, Cincinnati, Ciudad del Este, Dover, Dubaï, Eielson Air Force Base, Guam, Hahn, Huntsville, Iwakuni, Kadena, Kagoshima, Kandahar, Karaganda, Koweït, Lagos, Luxembourg, Mazar-i-Charif, Melbourne, Miami, New York-JFK, Osaka-Kansai, Osan, Sapporo-Chitose, Seoul-Incheon, Sydney, Toledo, Erevan |
| DHL Aviation operated by DHL Air UK       | Delhi, Leipzig-Halle |
| DHL Aviation operated by Kalitta Air      | Anchorage, Astana, Bagram, Bahreïn, Bruxelles, Chicago-O'Hare, Cincinnati, Dallas/Fort Worth, Delhi, Dubaï-Al Maktoum, Kaboul, Kadena, Karachi, Khabarovsk, Los Angeles, Nagoya-Chūbu, New York-JFK, Newark, Rickenbacker, Rio de Janeiro-Galeão, Seoul-Incheon |
| DHL Aviation operated by Polar Air Cargo  | Anchorage, Bahreïn, Campinas, Chicago-O'Hare, Cincinnati, Leipzig-Halle, Los Angeles, New York-JFK, Seoul-Incheon |
| DHL Aviation operated by Southern Air     | Anchorage, Charjah, Cincinnati, Leipzig-Halle, Los Angeles |
| Donghai Airlines                          | Chengdu, Shenzhen |
| Emirates SkyCargo                         | Cochin, Dubai-Al Maktoum, Thiruvananthapuram |
| Ethiopian Airlines Cargo                  | Addis Ababa, Chennai, Maastricht-Aix-la-Chapelle |
| Etihad Cargo                              | Abou Dabi, Amsterdam, Anchorage, Campinas—Viracopos, Charjah, Chicago-O'Hare, Chittagong, Delhi, Dacca, Kaboul, Lima, Miami, Quito |
| EVA Air Cargo                             | Chongqing, Shanghai-Pudong, Taipei-Taoyuan |
| FedEx Express                             | Almaty, Anchorage, Delhi, Manila, Memphis, Osaka-Kansai, Paris-Charles de Gaulle, Seoul-Incheon, Taipei-Taoyuan, Tokyo-Narita |
| Hong Kong Airlines Cargo                  | Bangkok-Suvarnabhumi, Dacca, Hanoï, Osaka-Kansai, Nanning, Shanghai-Pudong, Singapour, Taipei-Taoyuan, Xiamen, Zhengzhou |
| IAG Cargo operated by Qatar Airways Cargo | Londres-Stansted |
| Korean Air Cargo                          | Seoul-Incheon |
| Lufthansa Cargo                           | Almaty, Bahreïn, Francfort, Leipzig-Halle |
| Martinair Cargo operated by KLM Cargo     | Amsterdam, Bombay, Chennai, Dubaï-Al Maktoum, Koweït |
| MASkargo                                  | Kuala Lumpur–International, Manille, Penang |
| Nippon Cargo Airlines                     | Osaka-Kansai, Tokyo-Narita |
| Qantas Freight                            | Auckland, Cairns, Sydney |
| Qatar Airways Cargo                       | Doha |
| Saudia Cargo                              | Cochin, Dammam, Jeddah, Riyadh, Thiruvananthapuram |
| SF Airlines                               | Ningbo, Xiamen |
| Silk Way Airlines                         | Bakou |
| Singapore Airlines Cargo                  | Anchorage, Charjah, Seattle-Tacoma, Singapour |
| TNT Airways                               | Dubaï, Liège |
| Transmile Air Service                     | Anchorage, Johor Bahru, Kuala Lumpur, March Air Reserve Base, Subang Jaya |
| Tri-MG Intra Asia Airlines                | Cebu, Clark |
| Turkish Airlines Cargo                    | Almaty, Bichkek, Delhi, Istanbul-Atatürk |
| ULS Cargo                                 | Bangkok-Suvarnabhumi, Manille, Nagoya-Chūbu, Osaka-Kansai, Pékin, Penang, Séoul-Incheon, Shanghai-Pudong, Singapour, Taipei-Taoyuan, Tokyo-Narita |
| UPS Airlines                              | Anchorage, Bombay, Clark, Cologne/Bonn, Dubaï, Honolulu, Louisville, Ontario, Osaka-Kansai, Philadelphie, Sapporo-Chitose, Séoul-Incheon, Singapour, Sydney, Taipei-Taoyuan |
| Yangtze River Express                     | Chengdu, Hangzhou, Qingdao, Shanghai-Pudong, Tianjin, Zhengzhou |